# Lucas Toussaint
Lucas Toussaint (* 29. März 1996 in Metz) ist ein französischer Fußballspieler.

## Karriere

### Verein
Toussaint trat im Jahr 2001 dem ASPTT Metz bei. Im Jahre 2002 ging er zur AS Montigny-lès-Metz und kam 2004 schließlich in die Jugendakademie (Centre de Formation) des FC Metz. Am 24. Mai 2014 kam er erstmals in der Reservemannschaft (FC Metz B) beim 2:0-Sieg am 26. Spieltag der Saison 2013/14 der fünftklassigen CFA 2 gegen den CSO Amnéville zum Einsatz. Die Zweitvertretung des FC Metz stieg am Ende in die CFA auf. In der Saison 2014/15 kam Toussaint zu 22 Einsätzen und stieg mit der zweiten Mannschaft wieder ab.
Am 7. August 2015 gab Toussaint sein Profidebüt, als er beim 1:0-Sieg am zweiten Spieltag der Ligue 2 im Auswärtsspiel gegen den FC Sochaux in der 85. Minute für Kévin Lejeune eingewechselt wurde. Am 10. August 2015 erhielt er einen Profivertrag beim FC Metz. Toussaint erzielte am 21. November 2015 beim 3:3 am neunten Spieltag der fünften Liga im Spiel gegen die ASC Biesheim sein erstes Tor für die Reservemannschaft. Er kam für den FC Metz B zu 13 Einsätzen und einem Tor, für die Profis kam er zu fünf Einsätzen. Die Profimannschaft stieg zum Ende der Saison in die Ligue 1 auf.
Im Juli 2016 wechselte Toussaint auf Leihbasis nach Belgien zum Drittligisten RFC Seraing. Er kam zu 24 Einsätzen für den Verein in der 3. Division, in denen er ein Tor erzielte.
Im Sommer 2017 kehrte er zum FC Metz zurück und wurde am 29. September 2017 in die dritte Liga an den Pau FC verliehen. Seit 2018 steht er fest bei US Quevilly unter Vertrag.

### Nationalmannschaft
Toussaint absolvierte zwischen November 2012 und September 2015 insgesamt zehn Spiele (kein Tor) für die französische U-17-, U-18-, U-19-. und U-20-Nationalmannschaft.